# نادي (فيجي)
نادي هي ثالث أكبر تجمع سكاني في فيجي ، تقع في الجانب الغربي من الجزيرة الرئيسية في فيجي أي جزيرة فيتي ليفو ، يبلغ سكانها حوالي 42000 نسمة، تشتهر بالنشاط السياحي وتحتوي على أغلب الفنادق في فيجي.

## المناخ
يظهر الجدول التالي التغييرات المناخية على مدار السنة لنادي:
| البيانات المناخية لـنادي                                                                    | البيانات المناخية لـنادي | البيانات المناخية لـنادي | البيانات المناخية لـنادي | البيانات المناخية لـنادي | البيانات المناخية لـنادي | البيانات المناخية لـنادي | البيانات المناخية لـنادي | البيانات المناخية لـنادي | البيانات المناخية لـنادي | البيانات المناخية لـنادي | البيانات المناخية لـنادي | البيانات المناخية لـنادي | البيانات المناخية لـنادي |
| الشهر                                                                                       | يناير                    | فبراير                   | مارس                     | أبريل                    | مايو                     | يونيو                    | يوليو                    | أغسطس                    | سبتمبر                   | أكتوبر                   | نوفمبر                   | ديسمبر                   | المعدل السنوي            |
| ------------------------------------------------------------------------------------------- | ------------------------ | ------------------------ | ------------------------ | ------------------------ | ------------------------ | ------------------------ | ------------------------ | ------------------------ | ------------------------ | ------------------------ | ------------------------ | ------------------------ | ------------------------ |
| الدرجة القصوى °م (°ف)                                                                       | 36.7 (98.1)              | 35.4 (95.7)              | 35.0 (95.0)              | 34.3 (93.7)              | 33.9 (93.0)              | 33.5 (92.3)              | 32.9 (91.2)              | 34.3 (93.7)              | 34.0 (93.2)              | 34.6 (94.3)              | 36.3 (97.3)              | 35.9 (96.6)              | 36.7 (98.1)              |
| متوسط درجة الحرارة الكبرى °م (°ف)                                                           | 31.6 (88.9)              | 31.5 (88.7)              | 31.1 (88.0)              | 30.7 (87.3)              | 29.7 (85.5)              | 29.2 (84.6)              | 28.5 (83.3)              | 28.7 (83.7)              | 29.4 (84.9)              | 30.2 (86.4)              | 30.9 (87.6)              | 31.4 (88.5)              | 30.2 (86.4)              |
| المتوسط اليومي °م (°ف)                                                                      | 27.1 (80.8)              | 27.2 (81.0)              | 26.9 (80.4)              | 26.2 (79.2)              | 24.9 (76.8)              | 24.2 (75.6)              | 23.4 (74.1)              | 23.6 (74.5)              | 24.4 (75.9)              | 25.3 (77.5)              | 26.2 (79.2)              | 26.7 (80.1)              | 25.5 (77.9)              |
| متوسط درجة الحرارة الصغرى °م (°ف)                                                           | 22.7 (72.9)              | 22.9 (73.2)              | 22.6 (72.7)              | 21.7 (71.1)              | 20.1 (68.2)              | 19.3 (66.7)              | 18.3 (64.9)              | 18.4 (65.1)              | 19.3 (66.7)              | 20.4 (68.7)              | 21.5 (70.7)              | 22.1 (71.8)              | 20.8 (69.4)              |
| أدنى درجة حرارة °م (°ف)                                                                     | 19.0 (66.2)              | 18.3 (64.9)              | 17.7 (63.9)              | 16.2 (61.2)              | 14.0 (57.2)              | 13.6 (56.5)              | 11.7 (53.1)              | 11.3 (52.3)              | 13.3 (55.9)              | 14.4 (57.9)              | 15.1 (59.2)              | 17.2 (63.0)              | 11.3 (52.3)              |
| معدل هطول الأمطار مم (إنش)                                                                  | 300 (11.8)               | 303 (11.9)               | 324 (12.8)               | 173 (6.8)                | 80 (3.1)                 | 62 (2.4)                 | 47 (1.9)                 | 59 (2.3)                 | 77 (3.0)                 | 103 (4.1)                | 139 (5.5)                | 159 (6.3)                | 1٬826 (71.9)             |
| متوسط الأيام الممطرة (≥ 1.0 mm)                                                             | 14                       | 15                       | 16                       | 9                        | 6                        | 5                        | 4                        | 4                        | 5                        | 7                        | 9                        | 11                       | 105                      |
| متوسط الرطوبة النسبية (%)                                                                   | 81                       | 82                       | 84                       | 82                       | 80                       | 79                       | 76                       | 75                       | 74                       | 75                       | 76                       | 78                       | 78                       |
| ساعات سطوع الشمس الشهرية                                                                    | 213.5                    | 182.4                    | 190.1                    | 197.8                    | 212.0                    | 206.0                    | 218.1                    | 231.0                    | 214.6                    | 226.6                    | 221.5                    | 225.4                    | 2٬539                    |
| المصدر #1: NOAA                                                                             |                          |                          |                          |                          |                          |                          |                          |                          |                          |                          |                          |                          |                          |
| المصدر #2: الأرصاد الجوية الألمانية (precipitation days, 1968–1990 and humidity, 1962–1990) |                          |                          |                          |                          |                          |                          |                          |                          |                          |                          |                          |                          |                          |

## توأمة
لنادي (فيجي) اتفاقيات توأمة مع:
- أوكلاند